# 秋山玉山

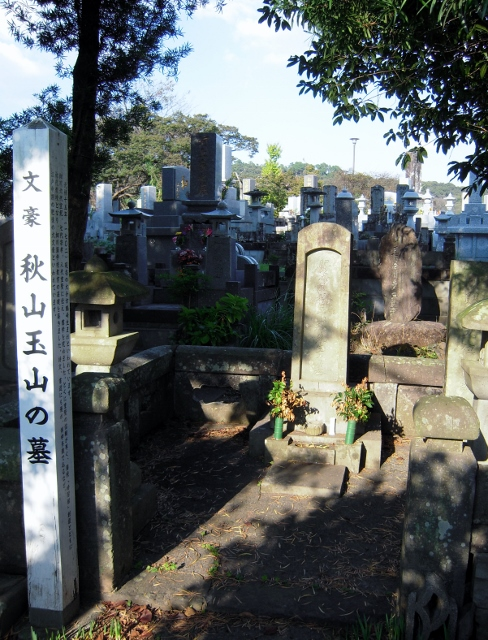
熊本市の小峰墓地にある秋山玉山の墓

秋山 玉山（あきやま ぎょくざん、1702年7月23日（元禄15年6月29日） - 1764年1月14日（宝暦13年12月12日））は、江戸時代中期の漢学者。名は定政、儀。字は子羽。通称は半次、儀右衛門。熊本藩士中山定勝の次男として豊後国鶴崎で生まれる。母は篠田氏。子のいなかった叔父秋山需庵の養子となり、秋山姓を名乗る。

## 生涯・人物
幼少より学問を好み、水足屏山に師事して儒学を学ぶ。享保8年（1723年）、藩主細川宣紀に中小姓として出仕、翌年、宣紀に随従して江戸に上る。江戸では昌平坂学問所に入り、林鳳岡に朱子学を学んだ。林門で古注と新注を併用する方法を体得するとともに徂徠学も体得する。研鑚を積むこと十年、鳳岡に代わり教鞭を取るほどの学者になった。
享保17年（1732年）に帰藩し、学問指南役に就任。熊本で教鞭を取る玉山の下に、多くの門人が蝟集した。宣紀の後、宗孝、重賢にも引き続き仕えた。特に重賢は玉山を重用し、相応の自由を与えた。これによって、服部南郭、服部仲英、高野蘭亭、滝鶴台、細井広沢らと誼を通じ、詩文を交した。高松藩、宇土藩、日出藩らの藩主に招かれ、講釈したこともあった。
宝暦5年（1755年）藩校時習館設立を建白、「時習館学規」を制定して徂徠学と朱子学を折衷した学風を興した。「時習館学規」は時習館創立の翌年に作られ、「十三則」と「十七則」がある。基本的には同じであるが、なかに体罰禁止思想が明文化されている。時習館の創立時期からみて、その影響も大きかった。宝暦13年（1763年）12月11日、熊本の自宅で没した。弟子には、古屋愛日、古屋昔陽、片山兼山、千葉芸閣などがいる。
著作に『玉山先生詩集』『玉山先生遺稿』「時習館学規」がある。詩人としては古文辞派に属し、五言絶句を得意とした。玉山は林大学の下で長年学問を学んだが、その学識、思想は偏頗なく、包容的であった。
大正5年（1916年）、正五位を追贈された。

## 訳注
- 『江戸詩人選集第二巻　梁田蛻巌、秋山玉山』徳田武訳注、岩波書店、1992年（再版2002年）